# Голокост у Бельгії
Голокост у Бельгії — переслідування і знищення євреїв на території Бельгії в період німецької окупації з 28 травня 1940 року по вересень 1944 року, частина загальної політики нацистів та їхніх союзників по знищенню євреїв.

## Євреї в Бельгії до війни
Напередодні війни в Бельгії з урахуванням біженців з Німеччини, Австрії, Чехословаччині і Польщі проживало близько 90-110 тисяч євреїв. Більшість з них було біженцями і лише 5-10% - громадянами Бельгії. Більшість з них жило в Брюсселі і Антверпені.
Чоловіки-біженці з Німеччини перебували під наглядом бельгійської поліції, хоча багато з них вступили в бельгійську армію добровольцями.